# Kurt Nitzschke
Kurt Nitzschke (* 25. April 1908 in Schönebeck (Elbe); † 6. Dezember 1970 in Bielefeld) war ein deutscher Radrennfahrer.

## Sportliche Laufbahn
Nitzschke war Straßenradsportler und Bahnradsportler. Als Amateur gewann er den Osterroth-Wanderpreis. Er startete für den Verein RC Magdeburger Germanen. 1927 gewann er die Bronzemedaille bei den nationalen Meisterschaften in der Mannschaftsverfolgung.
Nitzschke (auch Nitschke) war von 1930 bis 1937 Berufsfahrer. Er startete für die deutschen Radsportteams Dürkopp, Phänomen und Seidel & Naumann.
Er gehörte 1931 zu den deutschen Startern in der Tour de France. Neben der deutschen Nationalmannschaft fuhren Nitzschke, Alfred Siegel und Karl Olboeter als Einzelfahrer in dem Etappenrennen. Zur Finanzierung seines Starts als Einzelfahrer bei der Tour veranstaltete die Deutsche Rad-Union auf der Biederitzer Bahn in Magdeburg eine „Nitzschke-Gala“. Die Einnahmen ermöglichten ihm die Teilnahme an der Tour. Nitzschke schied auf der 13. Etappe aus. 1934 startete er in der Tour für die deutsche Nationalmannschaft und schied nach einem Sturz bereits auf der 1. Etappe aus.
1934 siegte er im Eintagesrennen Rund um München vor Jupp Arents. Im Rennen Berlin–Cottbus–Berlin 1934 wurde er Vierter. 1935 wurde er beim Sieg von Jupp Arents Vierter der Harzrundfahrt. 1936 gewann er den Preis der Stadt Bielefeld. In der Deutschland-Rundfahrt wurde er 1930 11. und 1937 19.

## Berufliches
Nach dem Zweiten Weltkrieg lebte er in Bielfeld und betrieb eine Handelsagentur. In den 1930er Jahren entwickelte er ein Klappfahrrad, für das er einen Gebrauchsmusterschutz erhielt.